# Port lotniczy Ust-Kamienogorsk
Port lotniczy Ust-Kamienogorsk (IATA: UKK, ICAO: UASK) – port lotniczy położony w Ust-Kamienogorsku, w obwodzie wschodniokazachstanskim, w Kazachstanie.

## Linie lotnicze i połączenia
| Linia Lotnicza  | Kierunek                                        |
| --------------- | ----------------------------------------------- |
| Air Astana      | 1. Ałmaty 2. Astana                             |
| FlyArystan      | 1. Szymkent                                     |
| Qazaq Air       | 1. Astana                                       |
| SCAT Airlines   | 1. Ałmaty 2. Astana 3. Karaganda 4. Zajsan      |
| Sunday Airlines | Sezonowe czartery: 1. Antalya 2. Szarm el-Szejk |